# Spanien i olympiska vinterspelen 2018
Spanien deltog i de olympiska vinterspelen 2018 i Pyeongchang, Sydkorea, med en trupp på 13 idrottare (11 män, 2 kvinnor) vilka tävlade i fem sporter.
Vid invigningsceremonin bars Spaniens flagga av snowboardåkaren Lucas Eguibar.

## Medaljörer
| Medalj | Namn             | Sport       | Gren                   | Datum            |
| ------ | ---------------- | ----------- | ---------------------- | ---------------- |
| Brons  | Javier Fernández | Konståkning | Herrarnas singelåkning | 17 februari 2018 |
| Brons  | Regino Hernández | Snowboard   | Herrarnas boardercross | 15 februari 2018 |